# 국립암센터 부속병원

국립암센터 부속병원(國立癌센터 附屬病院 , 영어: National Cancer Center Hospital)는 대한민국의 암 연구·진료 전문 기관이다. 경기도 고양시 일산동구 일산로 323 (마두동)에 있다. 국립암센터 부속병원은 기존 우리나라의 임상진료 체계와는 달리 우리나라에서주로 발생하는 위암, 간암, 폐암, 자궁암, 대장암, 유방암, 갑상선암 등 11개 질환별 진료센터와 5개 기능별 진료센터로 특화된 진료센터를 운영하고 있다. 또한,각 센터는 해당 암종에 대해서 외과, 내과, 방사선종양학과 등 전문 진료 분야 전문가, 간호사와 의료기사 등이 동시에 협의하여 통일된 치료방향에 따른 치료를 제공함으로써 진료 전문성이 극대화되고 고객 만족도가높은 시스템을 운영하고 있다.

## 연혁
- 2000. 환자 중심 센터제 도입 및 진료 개시
- 2007. 국가암예방검진동 개관
- 2007. 양성자치료 시작
- 2016. 간호간병통합병동 운영 개시
- 2020. 부속병원 신관 증축
- 2021. 코로나19 중증환자 전담치료병동 개소

## 소개
최첨단 의료시설을 갖추고 2000년 10월 진료를 시작한 국립암센터 부속병원은 국내 발생률이 높은  암을 중심으로 11개의 질환별 진료센터와 4개의 기능별 진료센터를 운영하고 있다. 센터 내 전문의 간 긴밀한 협조체제를 통해 환자의 상태에 맞는 개별화된 치료를 제공하는 한편, 국내 최초로 양성자 치료센터를 설치·운영하는 등 최첨단 의료시설을 갖추고 세계적 수준의 의료 서비스를 제공하고 있다. 또한 호스피스 완화의료, 희귀암센터 운영, 암 환자의 사회복귀 및 암 생존자 지원 등 공공성 강화를 위한 공공의료사업을 적극 추진하고 있다. 그 결과 2017년 이후 외래환자 수는 매년 40만 명을  훌쩍 넘었으며, 입원환자 또한 매년 17~18만여 명을 꾸준히 기록하고 있다.

진료실적 성과
- 개원 초에 비해 외래환자수는 13배, 입원환자수는 3.7배 증가

국내 최초 양성자치료 도입
- 양성자치료는 암세포만 집중적으로 공격하고, 암세포 주변의 정상조직에는 	방사선 노출이 거의 없어 부작용을 최소화하는 첨단 입자 방사선치료다. 국립암센터는 ‘암환자를 위한 마법의 탄환’이라 불리는 양성자치료를 2007년 국내 최초 도입해 암 치료의 지평을 넓혔다. 이후 전향적 임상연구를 통해 양성자치료 표준치료 체계를 구축해왔다.

희귀난치암 정복 기반 강화
- 암 치료 사각지대를 해소하고 미충족 의료영역을 강화하기 위해 희귀암센터를 신설하고 협진 체계를 강화했다. 환자 맞춤형 최적의 치료계획을 수립하기 위해 여러 임상과목 전문의가 참여하는 다학제 통합진료를 확대해왔다.

암 치료 선도 표준 제시
- 환자에게 새로운 치료기회를 제공하기 위해 신치료법 개발, 진료 가이드라인을 제시해 암 전문기관으로 선도적 역할을 수행했다.

```
-국내 최초 간세포암종 진료 가이드라인 제정(2003년) 및 개정(2009년, 2014년, 2018년)	
-국내 최초 암 병동 간호간병통합서비스 임상실무지침서 발간(2020년)	
-코로나19 상황에 기반한 암환자 진료 가이드라인(2020년)	
-국내 최초 췌장암 진료 가이드라인 제정(2021년)
```

공공성 강화를 위한 신관 증축
- 호스피스 완화의료, 희귀난치암 진료 등 민간에서 하기 어려운 공익적 목적의 병상을 확충하고 환자 불편을 해소하기 위해 부속병원 신관을 증축했다.

암환자 돌봄 및 암생존자 사회복귀 지원
- 지자체와 협력을 통해 암환자 안전, 정서지원을 위한 포괄적 사회서비스를 	개발하고 시행해왔다. 또한 암환자사회복귀지원센터(리본센터)를	구축하고, 국립암센터 리본 메이커 스페이스를 개소해 암생존자의 창업지원 	체계를 구축했다.

의료안전망 역할 수행
- 심리·사회·경제적 어려움을 겪는 취약계층 암환자의 건강권 보장을 위해 	후원을 연계하고 치료비를 지원해왔다. 또한 암환자 맞춤형 	복지서비스를 발굴하고 지원해왔다.

```
-국립암센터발전기금, 후원기관 지원금 등으로 저소득 환자 5,145명, 254억 원 지원	
-저소득 환자 177명 대상 양성자 치료비 5.45억 원 지원	
-범정부 사회보장정보시스템을 활용한 지역사회 협력 기반 맞춤형 복지서비스 324건 발굴 의뢰
```

인공지능·로봇 활용한 스마트 병원 도약
- 암진료 스마트 시스템을 구축해 중증 암환자 진료모델을 선도하고, 로봇에 의한 인체유래물 전자동 처리 등 환자 중심의 서비스를 구현한다. 차세대 EHR 및 스마트 행정시스템 구축 등 디지털 병원으로의 전환 기반을	마련한다.

## 센터별 주요 성과
국립암센터는 개원부터 우리나라 임상진료과 체계와 달리 암종별로 특성화된 환자중심 센터제를 국내 최초로 도입했다. 이는 다양한 전공 분야의 전문의들이 협의하여 통일된 치료 방향을 결정하는 다학제 통합진료의 효시가 되었다.

희귀암센터
- 각종 희귀난치암(육종암, 뇌척수암, 두경부암, 구강암, 안암, 피부암 등)에 대한 다학제적 진단과 치료
- 육종암에서 3D 프린팅을 이용한 골격재건연구 선도
- 희귀암에 대한 새로운 약물치료법 개발을 위한 임상시험연구 착수

폐암센터
- 국내 최초 초음파 기관지내시경 세침 검사(EBUS-TBNA) 도입
- 임상시험을 통한 폐암의 새로운 치료법 제안
- 신기술을 이용한 혈액기반의 폐암 진단과 내성 원인 추적법 개발 및 약물유전체 분석을 통한 항암치료 효과 및 독성 예측법 개발

간담도췌장암센터
- 간이식 826례 시행(최고령 간이식, 혈액형 부적합 생체 간이식 등 고난도 수술 시행)
- 간세포암종에서 양성자치료의 근치적 치료효과 세계 최초 확인
- 국내 최초 간암 진료 가이드라인 제정ㆍ다학제적 췌장암 진료 가이드라인 제정

대장암센터
- 수술 전 항암화학방사선요법을 시행한 직장암환자에서 복강경 수술의 유용성을 세계 최초 확인
- 국소 진행성 직장암에서 선행 항암화학방사선요법의 임상적 유용성을 국내 유일의 전향적 다기관 연구로 입증

위암센터
- 헬리코박터 제균에 따른 위암 예방 효과 연구
- 수술 후 급성빈혈 새 치료법 제시
- 미만형 위암에 호발하는 융합 유전자 대규모 다기관 연구로 규명

유방암센터
- 유방보존 정밀수술 기법 개발 통한 수술 정확도 및 환자 만족도 증가
- 허투(HER2)양성 유방암 환자의 신치료법 개발
- PDX(환자유래 암조직 이종이식) 모델 통한 항암효과 예측법 개발

자궁난소암센터
- 복강내 온열 항암화학요법(HIPEC)의 안전성과 유효성 세계 최초 입증
- 수술 전 림프절 절제술 불필요한 자궁내막암 환자 예측 연구
- PET-CT 이용 국소 진행성 자궁경부암 환자의 원격 재발 사전 예측 연구

갑상선암센터
- 초기 갑상선암에서 능동감시 기법의 유용성을 다기관 연구로 국내 최초 입증
- 갑상선암 발생에 취약한 한국인 유전체 부위 규명
- 환자 중심적 로봇수술 등 신치료 기법 활성화·표준화

소아청소년암센터
- 난치성 육종의 혁신적 치료법 개발
- 소아청소년암 생존자 장기추적 통합지지 시스템 구축
- 이차암 발생 및 생식기능에 대한 소아청소년암 생존자 연구 선도

비뇨기암센터
- 비뇨기 종양 치료의 근거 중심 임상 및 이행성 연구 선도(로봇수술 활성화, SIT 및 IIT 다기관 연구 선도 및 	활성화, 환자 교육용 책자 발간 및 활발한 논문 집필 등)

혈액암센터
- 조혈모세포이식 800례 돌파(고령환자 이식, 반일치 이식 등 고난도 이식 중점 시행)
- 저소득층 혈액암환자 조혈모세포이식 지원
- CAR-T 세포 등 면역세포치료 연구

양성자치료센터
- 국내 최초 양성자치료기 도입 및  방사선치료의 선진화
- 양성자치료 보험 급여화(2011년 소아암, 2015년 성인암 전면 확대)
- 의학물리학자 양성 정규교육과정 설립 및 운영

통합케어센터
- 다학제적 접근을 통한 암환자의 증상 해결
- 국내 최초 암환자 전문 정신건강클리닉 개설
- 암환자 삶의 질 향상 위한 디스트레스 관리 권고안 개발

호스피스완화의료
- 호스피스완화의료 병동, 가정형〮자문형 호스피스 운영
- 말기암환자 사별가족 대상 호스피스 이용 시기 적절성 등 분석
- 말기암환자 사별가족 대상 우울 불안 인자 분석

## 조직
- 의료행정실
  - 의료지원팀
  - 원무팀
  - 보험심사팀
- 공공보건의료사업단
  - 공공의료사업팀
  - 의료사회복지팀
- 적정진료관리실
  - 적정진료관리팀
- 진료협력실
- 희귀암센터
- 폐암센터
- 간담도췌장암센터
- 대장암센터
- 위암센터
- 유방암센터
- 자궁난소암센터
- 갑상선암센터
- 소아청소년암센터
- 비뇨기암센터
- 혈액암센터
- 암예방검진센터
- 암통합건강관리센터
  - 암생존자통합지지실
- 양성자치료센터
- 임상시험센터
  - 임상시험팀
  - 임상시험지원팀
  - 첨단세포치료사업실
- 내과
  - 소화기내과분과
  - 순환기내과분과
  - 호흡기내과분과
  - 내분비내과분과
  - 신장내과분과
  - 혈액종양내과분과
  - 감염내과분과
- 신경과
- 정신건강의학과
- 외과
- 정형외과
- 신경외과
- 흉부외과
- 마취통증의학과
- 산부인과
- 소아청소년과
- 안과
- 이비인후과
- 피부과
- 비뇨의학과
- 영상의학과
- 방사선종양학과
- 병리과
- 진단검사의학과
- 재활의학과
- 가정의학과
- 핵의학과
- 의공학과
- 치과
  - 구강악안면외과
- 통합진료과
- 간호본부
  - 간호행정과
  - 간호교육과
  - 임상간호과
- 약제부
  - 약무과
  - 조제과
- 의료정보관리실
- 임상영양실
- 중앙공급실
- 감염관리실
- 수술실
- 중환자실
- 응급실
- 내시경실
- 외래주사치료실
- 장기이식실
- 조혈모세포이식실
- 회복실
- 호스피스완화의료실
- 신속대응팀